# Памятник Дзержинскому (Москва)
Па́мятник Дзержи́нскому — скульптурный памятник, посвящённый Феликсу Эдмундовичу Дзержинскому — революционеру, советскому государственному и политическому деятелю, основателю Всероссийской чрезвычайной комиссии по борьбе с контрреволюцией и саботажем.

## История
Памятник изначально был установлен на площади Дзержинского (Лубянской площади).
В 1918 году в зданиях на Лубянской площади располагалась Всероссийская чрезвычайная комиссия, основателем и первым руководителем которой был Феликс Дзержинский, впоследствии руководивший и другими органами государственной безопасности, которые размещались там же. Осенью 1926 года, вскоре после смерти Дзержинского, Лубянскую площадь решением президиума Моссовета переименовали в площадь Дзержинского.
В 1940 году был объявлен конкурс на проект памятника Дзержинскому, который выиграла Сарра Лебедева, создавшая прижизненный скульптурный портрет Дзержинского, но её проект не был реализован.

### Открытие памятника

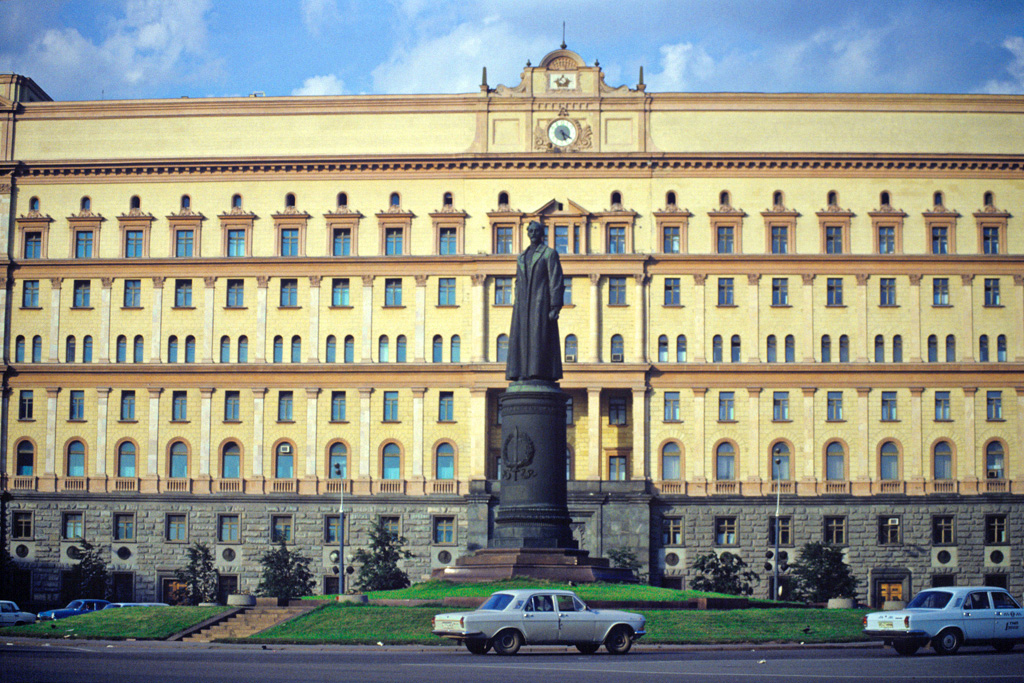
Памятник на Лубянской площади перед демонтажом 22 августа 1991 года

Открытие памятника по проекту скульптора Евгения Вучетича и архитектора Григория Захарова состоялось 20 декабря 1958 года. Памятник был установлен напротив нынешнего главного здания ФСБ России, которое в советское время занимали, сменяя друг друга, ОГПУ, НКВД, НКГБ и МГБ, а на момент сноса — КГБ.
Вес скульптуры без постамента составил 11 тонн.

### Демонтаж памятника

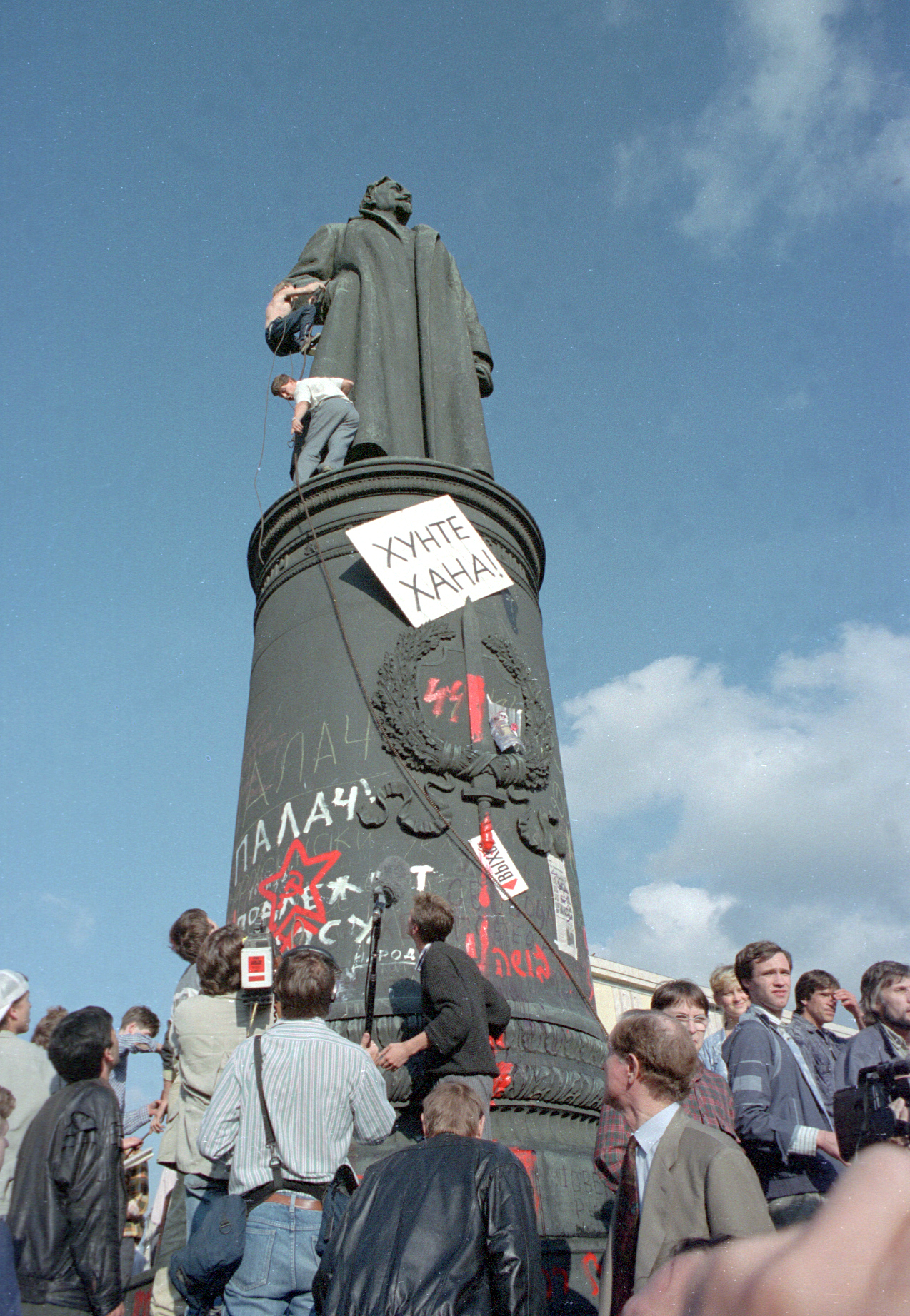
Памятник в день своего демонтажа

К концу 1980-х годов памятник Дзержинскому многие стали воспринимать как символ репрессий советского времени.
Вечером 22 августа 1991 года, после провала предпринятой ГКЧП попытки осуществить государственный переворот, тысячи людей стали собираться вокруг здания КГБ на Лубянской площади. В разгорячённой многотысячной толпе у здания (по оценке участника событий Сергея Станкевича она насчитывала примерно 6—7 тысяч человек, по оценке историка Роя Медведева — не менее 20 тысяч) уже раздавались призывы брать его штурмом. Тогда же толпа бросилась свергать памятник Дзержинскому: статую зацепили тросами за автобус «ПАЗ» и дёргали. Если бы памятник повалили таким способом, то могли бы пострадать прилегающие к поверхности конструкции близлежащей станции метро. Кроме того, сам памятник, будучи полым, при падении с высокого постамента раскололся бы, что привело бы к многочисленным человеческим жертвам. Во избежание этих жертв Сергей Станкевич, прибывший на место событий, залез на крышу автобуса и, взяв в руки мегафон, обратился к собравшимся с призывом не сносить статую подобным образом, пообещав демонтировать её при помощи подъёмных кранов. С прибытием техники скульптура была снята с постамента и вывезена на пустырь неподалёку от нового здания Третьяковской галереи.
В 1992 году на Крымском валу был создан парк искусств «Музеон» — музей скульптуры под открытым небом, в котором были размещены памятники советским руководителям, в том числе скульптура Дзержинского. При этом на скульптуре были сохранены надписи, которые в 1991 году нанесли на постамент и памятник протестующие («палач», «антихрист», «Феликсу конец» и другие).

## Статус памятника
5 мая 1997 года Борис Ельцин своим указом исключил скульптуру Дзержинского из реестра памятников истории и культуры федерального значения. 11 ноября 1997 года правительство Москвы своим постановлением присвоило ей статус памятника истории местного значения, а 23 января 2007 года — статус памятника культурного наследия регионального значения.

## Попытки возвращения памятника на Лубянскую площадь
- В 2002 году мэр Москвы Юрий Лужков предложил вернуть памятник Дзержинскому на Лубянскую площадь и выступил с инициативой проведения референдума на эту тему[7]. Однако позже Лужков был вынужден отказаться от этой идеи из-за протестов общественности[8].
- В октябре 2013 года в прессе сообщалось, что Московской городской думой принято решение о восстановлении памятника и возвращении его на Лубянскую площадь и что предварительная реставрация памятника обойдётся в 50 миллионов рублей[9]. Позднее эта информация была опровергнута[10].
- 12 июня 2015 года Московская городская избирательная комиссия разрешила КПРФ провести в Москве референдум о восстановлении памятника Феликсу Дзержинскому на Лубянской площади. Сторонникам Геннадия Зюганова удалось собрать 150 тыс. подписей за проведение референдума. Кампания проводилась под лозунгом «Железная воля — сильная Россия», но уже на следующий день глава московского городского комитета партии Валерий Рашкин заявил, что сдавать эти подписи никто никуда пока не будет: «Мы откладываем сдачу подписных листов… до решения суда и решения комиссии по монументальному искусству и затем уже продолжим борьбу за проведение референдума на новой основе»[11].
- В декабре 2020 года организация «Офицеры России» обратилась к Генеральному прокурору России с просьбой вернуть памятник Дзержинскому на Лубянскую площадь, поскольку из-за статуса памятника решение о демонтаже этого монумента не могло быть принято городскими властями[12].
- В феврале 2021 года Захар Прилепин, Дмитрий Пучков, Александр Проханов, Дмитрий Лекух, Сергей Аксёнов, Леся Рябцева, Екатерина Рейферт, Семён Пегов, Пётр Лидов, Герман Садулаев и Алексей Гинтовт направили мэрии и правительству Москвы письмо в поддержку восстановления памятника Дзержинскому на Лубянской площади[13].
- В конце апреля 2021 года общественная организация «Офицеры России» объявила о том, что московская прокуратура признала незаконным демонтаж и перенос памятника Дзержинскому с Лубянской площади. Председатель организации заявил о том, что «Офицеры России» последовательно занимаются восстановлением памятника на Лубянской площади, и привёл цитату из ответа прокуратуры, согласно которой в соответствующих архивных фондах «распорядительный правовой акт о демонтаже памятника отсутствует»[14].

### Общественная дискуссия
Предложение восстановить памятник Дзержинскому на Лубянской площади имеет как сторонников, так и противников.
Последние, при обсуждении этой идеи в начале 2021 года, предлагали установить на Лубянской площади памятники Александру Невскому, Ивану III или восстановить фонтан работы Витали, который ранее располагался на том же месте. Высказывались и другие варианты.

### Голосование в системе «Активный гражданин»
25 февраля 2021 года в системе «Активный гражданин» началось голосование по вопросу об установке памятника на Лубянской площади. В качестве альтернативы предлагалось установить памятник Александру Невскому. К вечеру 26 февраля проголосовало почти 320 тысяч человек: памятник Александру Невскому поддержало 55,3% респондентов, Дзержинскому — 44,6%. Затем голосование было приостановлено: мэр Москвы заявил, что «общественное мнение разделилось примерно пополам, а само голосование всё больше превращается в противостояние людей, придерживающихся разных взглядов». В то же время, считает мэр, памятники «должны не раскалывать, а объединять общество».
В итоге московские власти решили оставить площадь в её нынешнем виде.
По информации на 3 мая 2021 года, власти Москвы пока не планируют повторно обсуждать возвращение на Лубянскую площадь памятника Дзержинскому.